# 강원관광대학교
강원관광대학교(江原觀光大學校, Kangwon Tourism College)는 강원특별자치도 태백시에 있었던 개신교계 사립 전문대학이다. 2024년 2월, 자진 폐교가 대한민국 교육부로부터 승인되어 30년만에 폐교하였다.

## 연혁
1994년 11월 17일, 분진학원이 태성전문대학을 설립하고 이듬해 1995년 3월 개교한다. 1998년 5월 태성대학으로 교명을 변경하고, 2000년 11월 강원관광대학으로 교명을 변경하며 본격적인 관광계열 특성화 대학임을 표방한다. 2012년 6월, 강원관광대학교로 교명을 변경한 바 있다.
한편, 2021년 교육과학기술부 등이 선정한 정부재정지원제한대학에 명단을 올렸으며, 2018년, 대학기본역량진단에서 역량강화대학으로 선정된 바 있다. 2021년 실시된 동명의 2차 평가는 일반재정지원대학에 미선정되어 각종 학과를 폐과하는 등, 구조조정에 나선 것으로 알려졌다. 때문에 강원관광대학교는 관광 특성화 대학을 표방하는 만큼, 관광학과 연관이 있는 전공 위주로 3계열, 14개 학과를 편성하였으나 인구 감소로 인해 학사과정인 간호학과만 남기고 폐과한 상태이다. 2022년, 정부 재정 지원 제한 대학에 선정되어 정부 재정지원 사업 지원과 신청이 전면 중단되었으나, 2023년 재평가에서 구제되어 제한이 해제되었다.

## 교육편제
강원관광대학교는 원래 관광학과 연관이 있는 전공 위주로 3개 계열, 14개 학과를 편성하였으나 인구 감소로 폐지되기 직전에 간호학과 단일 편제로 학사 과정을 교육했다.
특히 강원관광대학교는 카지노학과를 운영해온 것으로 유명했으며, 서울, 제주 등 국내에서 운영되고 있는 18개의 카지노 업체 진출의 교두보가 되어왔다. 더불어 어학 및 업무경력을 쌓아 마카오 등의 국외 카지노 업체 및 에볼루션 카지노를 비롯한 글로벌 온라인 게이밍 사에 취업 제휴를 이어왔다.

## 사건과 비판

### 신입생 입학 전형 중단 및 폐교
2023년 9월 8일, 강원관광대학교는 자체 입학 안내 웹페이지를 통해 2024학년도 신입생 모집 전형을 중단한다고 밝혔다. 강원관광대학교는 언론의 취재를 통해 재정난과 신입생 모집의 어려움 심화를 들어 모집을 중단했음을 밝혔다. 일각에서는 사실상 폐교 수순에 들어갔다는 분석과 함께, 대한민국 교육부 등에서도 관련 절차를 검토중이라는 소식이 있다. 이에 대하여 2023년 당해 약 11억의 예산 지원을 실시한 태백시와 지역 시민사회 등은 학교에 대하여 강한 유감을 표현한 바 있다.
결국 학교법인 분진학원과 강원관광대학교 등은 자진 폐교를 신청하기로 결정하였다. 이어 2024년 2월 5일, 교육부 등은 접수된 폐교 신청을 인가하여 2024년 2월 29일부로 폐교되었다.
전체 재적생 중 대부분은 충청북도 음성군 소재 전문대학인 강동대학교로, 일부 학생의 경우 강릉시 소재 전문대학인 강릉영동대학교로 특별편입 절차가 이뤄진 것으로 알려졌다.